# Tughra
Een Tughra (طغراء; Tuğra) is een kunstig gekalligrafeerde handtekening. De Tughra van een Ottomaanse sultan was, in een islamitische staat waar portretten minder gebruikelijk waren, het symbool van zijn regering en de tughra verscheen op monumenten, munten en onderscheidingen.
De Tughra staat in de traditie van de Arabesken; de in de islamitische kunst gebruikelijke krullerige en gestileerde teksten op tegels en dergelijke.
Met de, door schoonschrijvers geschreven, Tughra werden ook besluiten, verdragen en brieven "ondertekend". Soms zette de vorst wel de aanzet voor een handtekening. De schrijvers maakten de ingewikkelde tekening dan af.

## Geschiedenis van de Tughra
Tughra (ar) , wordt tegenwoordig in Turkije als "tuğra" geschreven.  De damga, een stempel, is verwant aan de tughra en werd al in de periode voor de Osmaanse verovering van Constantinopel gebruikt. 
De herkomst van de tughra is onduidelijk, men brengt deze wel in verband met de paardenstaart die aan een Osmaans vaandel was bevestigd en een aanduiding van de hoge rang van de militaire bevelhebber was. Een andere duiding is, dat het een symbolische afbeelding zou zijn van de hand van de sultan, die ooit met zijn handslag een overeenkomst bevestigde. Daartegen wordt ingebracht dat de Tughra dan de linkerhand voor zou stellen. Deze is taboe in het Oosten omdat men met de rechterhand eet en met linkerhand zijn billen afveegt.
Op munten werd niet de beeltenis van de sultan afgebeeld, omdat dit bij vrome moslims ergernis zou wekken. Men koos daarom voor de tughra. Die kwam later ook op ridderorden en op postzegels te staan.
De eerste ridderorde, wanneer we afzien van de incidenteel verleende Orde van de Halve Maan uit 1800, was de Orde van de Glorie die vanwege de centraal geplaatste tughra ook weleens "Tughraorde" werd genoemd.

## De opbouw van de tughra
De animatie laat zien hoe een tughra, hier is het die van Mahmud II (1808–1839) gezet werd. De tughra’s bestaan altijd uit de naam, de naam van de vader van de sultan, de titel van «Chan» ((ar) ) en het epitheton ornans muzaffer daima ((ar)  «altijd overwinnend»). Deze toevoeging aan de vorstennaam werd in Byzantijnse documenten ook al gebruikt.
De "paardenstaart" die in de tughra herkenbaar is, was ooit niet meer dan decoratie maar kan ook de "A" van "Alif" voorstellen. Het gedeelte rechtsonder, in de voet van de tughra, biedt plaats aan toevoegingen of gedeelten van langere sultansnamen waarvoor elders in de tughra geen plaats is.
In de animatie is dit deel van de tughra grijs gelaten.
Er is wel verondersteld dat de tughra uit de animatie als gelezen kan worden «el-muzaffer daima», maar dat kan niet juist zijn, omdat de Arabische grammatica geen lidwoord voor de koningsnaam plaatst.
De Titel «Schah» ((ar) ), men vertaalt het met "koning", wordt soms in de tughra opgenomen.
De tughra's worden uiteraard van rechtsonder naar linksboven gelezen. Ter wille van de sierlijkheid en artisticiteit worden kleine afwijkingen van deze hoofdregel in het Arabisch schrift aangetroffen. De taak om de tughra te tekenen was opgedragen aan de Tughrakesch ((ar) ) die een post in de Hoge Porte, de staatskanselarij van de Osmanen, bezette.

## Tughra's buiten het Osmaanse Rijk

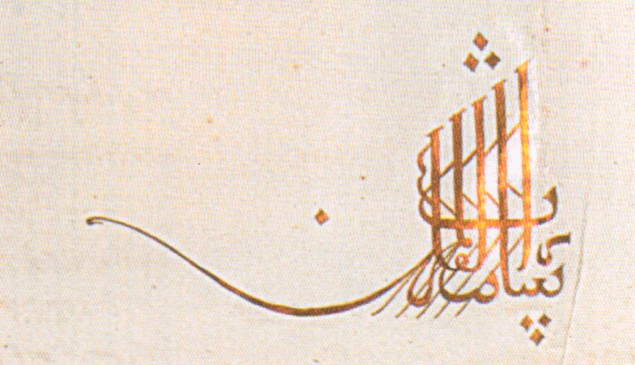
Russische Tughra (1695)

De Khan van de Krimtataren en de Paschtun of koning van Afghanistan gebruikten het Arabische schrift en ook zij lieten tughra’s ontwerpen en gebruiken. De Russische vorsten gebruikten ten minste na 1620 een bijzondere tughra waarin vijf paardenstaarten herkenbaar zijn tegen de Ottomaanse drie. Bijzonder is dat in de Moskovische tughra geen cyrillisch, maar Arabisch schrift herkenbaar is. Men leest "(ar) " („In de bescherming van de heerser van het al“).
In de Pakistaanse stad Bahawalpur in de provincie Punjab komt een tughra voor in het medaillon van de Orde van Abassia.
In de 21e eeuw komen tughra nog voor op Pakistaanse postzegels. Men kalligrafeert de landsnaam in de vorm van een tughra. Ook in Bangladesh is de tughra nog in gebruik.
In vrome geschriften en Koranverzen komen in de islamitische wereld ook nu nog versieringen voor die als tughra herkenbaar zijn.

## Tughra’s van de Ottomaanse sultans

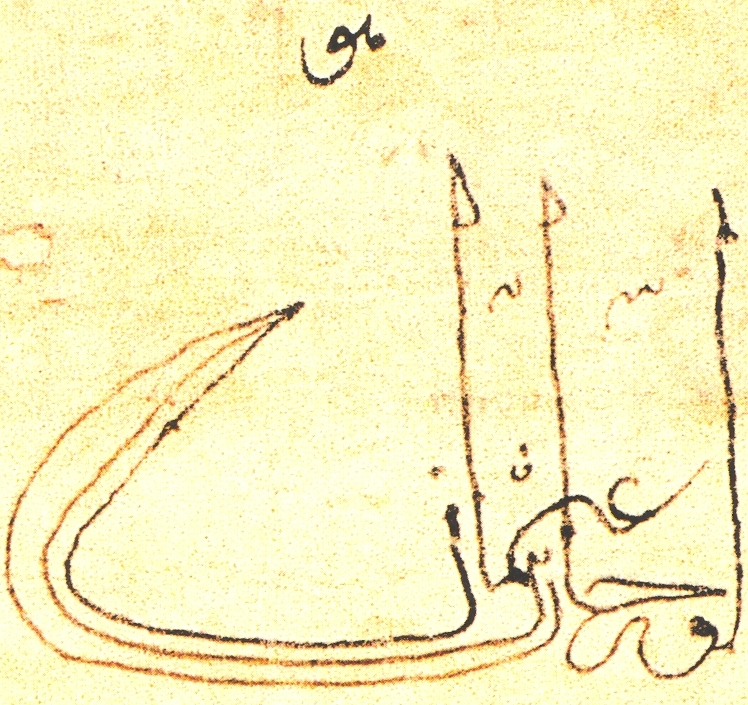
De oudste bekende tughra, de tughra van Orhan I (1326)
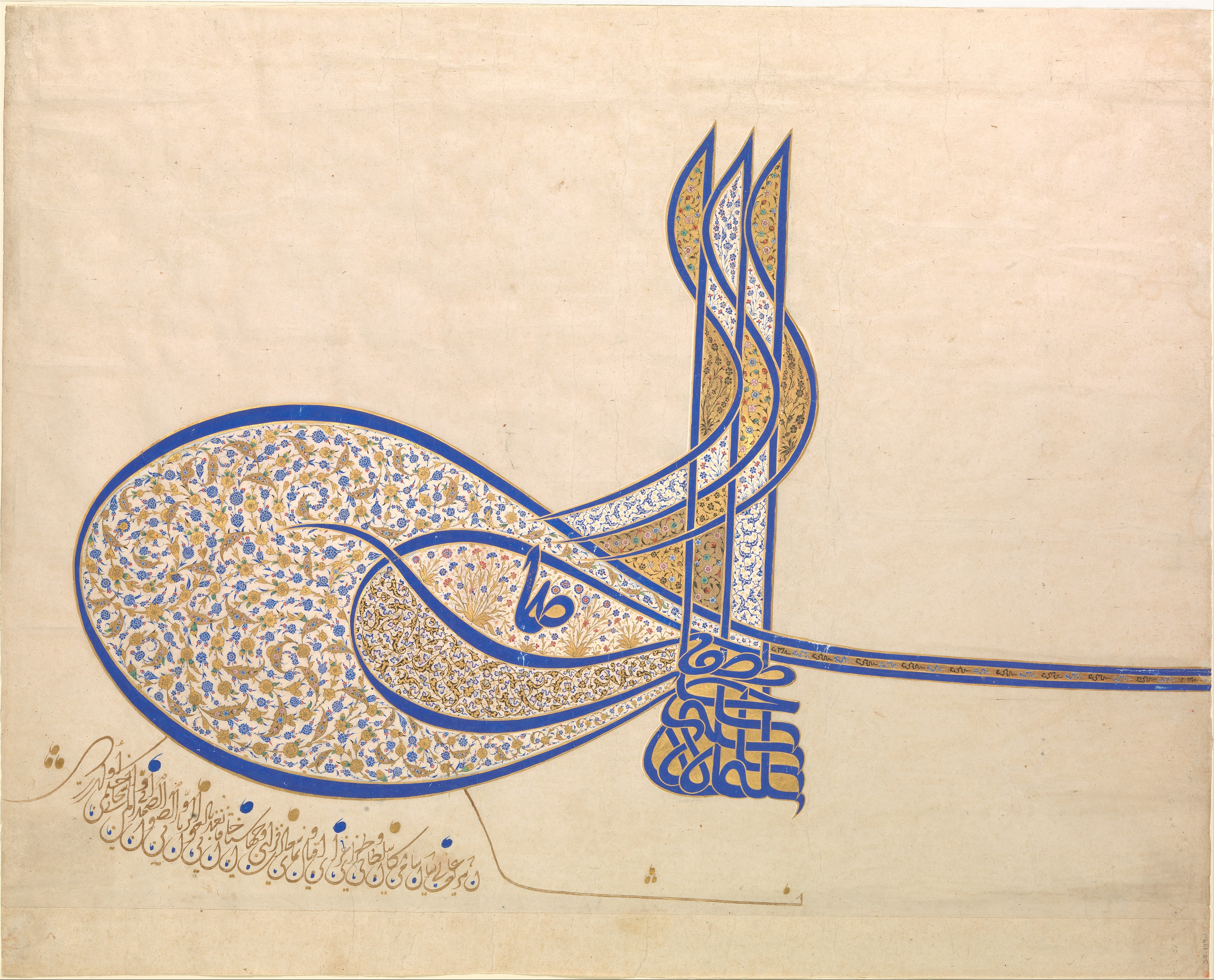
Tughra van Süleyman de Magnifieke (1520)
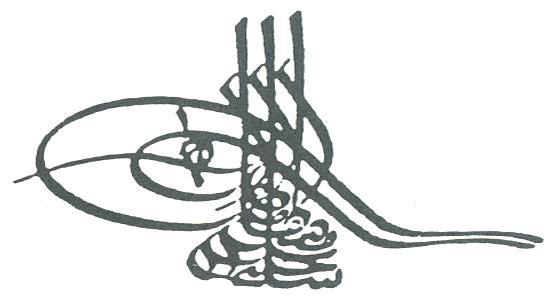
Tughra van Selim III (1789)
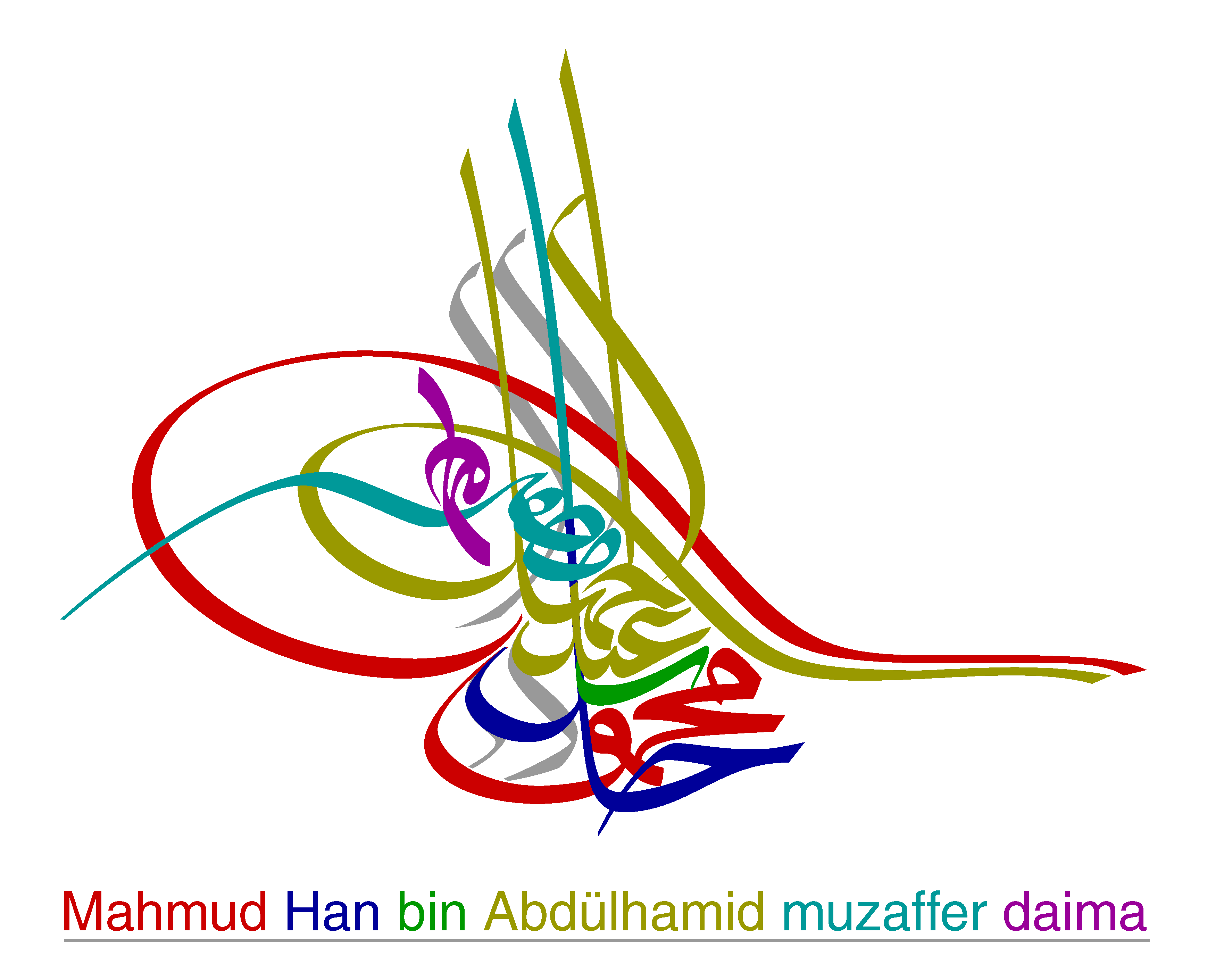
Tughra van Mahmud II (1808)
Tughra van Abdulhamid II (1876)
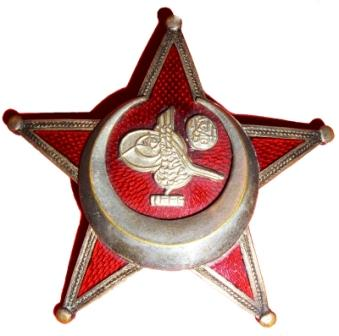
Tughra van Mehmed V (1909) op de IJzeren Halve Maan
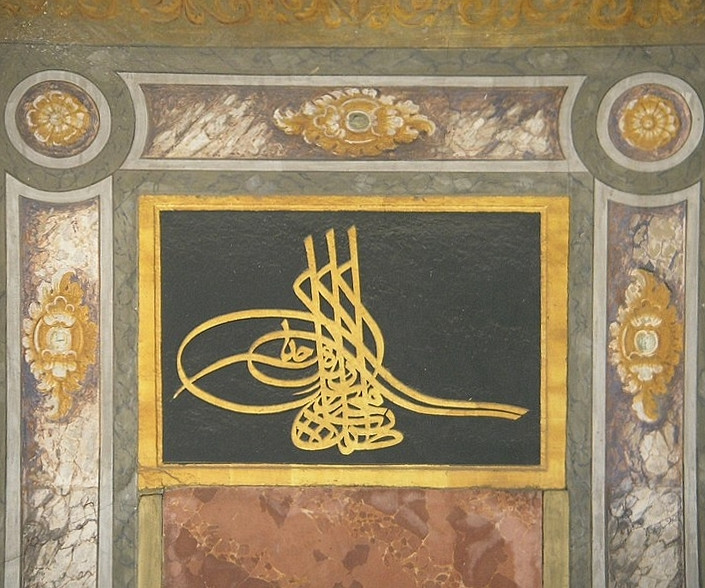
Tughra op de Poort van het Geluk van het Topkapi paleis
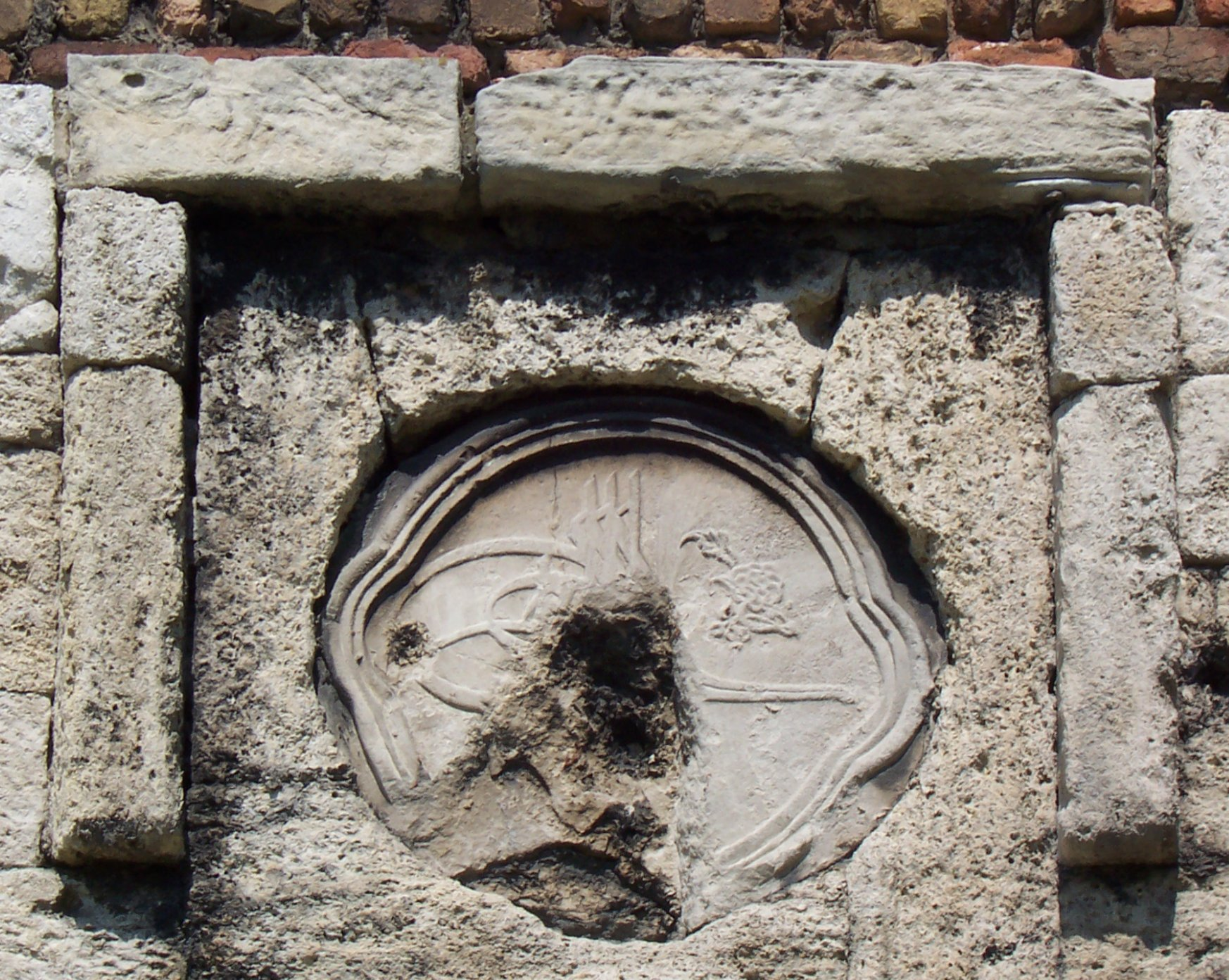
Tughra boven de havenpoort in Belgrado